# Sloan Canyon National Conservation Area
Le Sloan Canyon National Conservation Area est une zone protégée située dans l'État du Nevada, au sud de Las Vegas.
On y trouve 300 pétroglyphes réalisés par des civilisations précolombiennes.

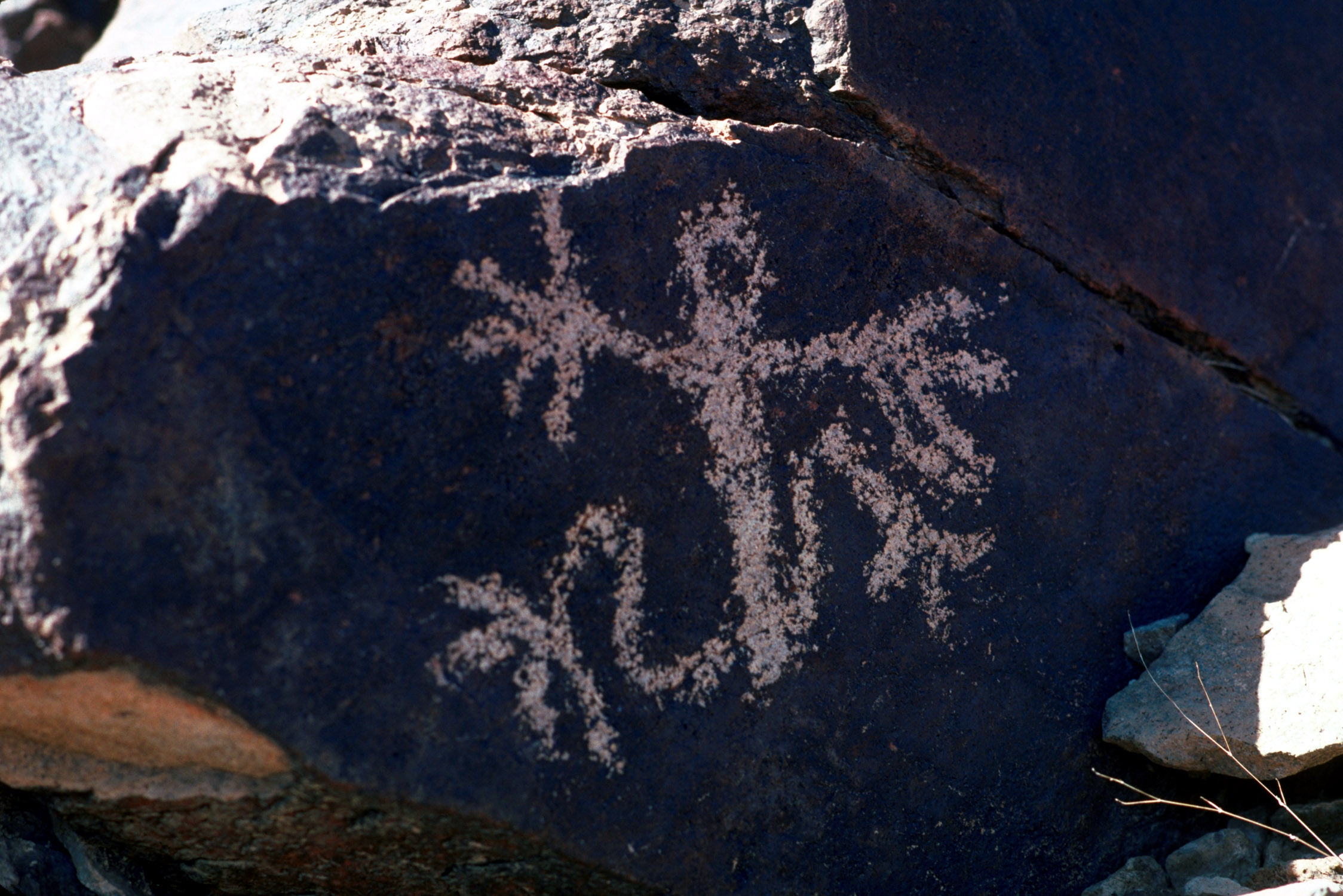
Pétroglyphe du Sloan Canyon

Le site qui s'étend sur 19 000 ha a été classé en décembre 1978.